# Верба Анатолій Якович
Анатолій Якович Верба (нар.16 січня 1946, Одеса, Українська РСР — пом.5 червня 2003, Одеса, Україна) — український яхтсмен, один з лідерів вітчизняного вітрильного спорту, брав участь у двох навколосвітніх перегонах «Whitbread» (зараз Volvo Ocean Race) 1989/1990 (стерновий яхти «Фазісі») та 1993/1994 (шкіпер яхти «Одеса 200»).

## Життєпис
Працював у Одеському Морехідному училищі, доцент. Як шкіпер яхти «Алмаз» також учасник та переможець багатьох регат, в тому числі регат «Кубок Чорного моря», «Кубок Балтики» тощо.
В 1990 році заснував Асоціацію одеських яхтсменів «Одесса-200». Створив яхтовий інформаційний центр, в якому зібрано унікальну колекцію літератури з яхтобудування та водних видів спорту.
Помер після нетривалої тяжкої хвороби. За заповітом, 12 червня його прах був розвіяний над Одеською затокою з борта яхти «Алмаз», на якій Анатолій Верба довгий час був капітаном.

## Вшанування пам'яті
У 2005 році в Одеській затоці була проведена яхтенна регата на «Кубок Анатолія Верби», присвячена пам'яті Анатолія Верби.
28 липня 2013 року в Одеському порту на одній з будівель комплексу морського вокзалу, в безпосередній близькості від яхт-клубу, була урочисто відкрита меморіальна дошка пам'яті легендарного яхтсмена Анатолія Верби.